# Petrorossia mesasiatica
Petrorossia mesasiatica är en tvåvingeart som beskrevs av Zaitzev 1974. Petrorossia mesasiatica ingår i släktet Petrorossia och familjen svävflugor. Inga underarter finns listade i Catalogue of Life.